# Paola Calliari
Paola Viktoria Calliari (Trento, 14 aprile 1991) è un'attrice, danzatrice e sceneggiatrice italiana.

## Biografia
Ha iniziato la sua carriera recitando prima a teatro e poi in serie tv come Provaci ancora prof!, Un passo dal cielo, Questo è il mio paese diretto da Michele Soavi.
Debutta come protagonista femminile sul grande schermo con il film The Startup diretto da Alessandro D'Alatri per il quale ottiene il riconoscimento come Young Talent Kineo Diamanti al Cinema Award, premio assegnato in parallelo alla 74ª Mostra del Cinema di Venezia.
Successivamente riceve il premio Best Supporting Actress per il film L'età imperfetta diretto da Ulisse Lendaro, con Marina Occhionero, Anna Valle e Anita Kravos, al Kadoma International Film Festival in Giappone nel 2019.
Nello stesso anno è in tournée teatrale con lo spettacolo in inglese Romeo and Juliet Are Dead diretto da Laura Pasetti per la compagnia teatrale scozzese Charioteer Theatre con cui debutta al Piccolo Teatro di Milano.
Nel 2018 è al fianco di Fabio Rovazzi, Luca Zingaretti e Antonio Bruschetta nel film Il vegetale diretto da Gennaro Nunziante. Nel 2021 è al fianco di Alessandra Mastronardi nel film per la televisione Carla sulla vita della ballerina Carla Fracci per la regia di Emanuele Imbucci.

## Filmografia

### Cinema

#### Cortometraggi
- Maid Up, regia di Jack Henry Robbins (2006)
- Alix, regia di Rosa Morelli (2018)
- Wellness, regia di Lyndsay Gonzalez (2020)
- Oil and Blood on Canvas, regia di Nacho Pajin (2021)
- Render, regia di Gianluca Piovani (2021)
- Non Lasciarmi, regia di Alex Scarpa (2022)
- Medea, regia di Lucia Senesi (2023)
- Eclissi, regia di Robin Narciso (2023)
- The Long Step, regia di Michael Sandoval (2023)
- La ragazza d'argento, regia di Alex Scarpa e Margherita Giusti Hazon (2025)

#### Lungometraggi
- Tender Eyes, regia di Alfonso Bergamo (2014)
- Tommaso, regia di Kim Rossi Stuart (2016)
- La felicità è un sistema complesso, regia di Gianni Zanasi (2015)
- The Startup, regia di Alessandro D'Alatri (2017)
- Moglie e marito, regia di Simone Godano (2017)
- L'età imperfetta, regia di Ulisse Lendaro (2017)
- Il vegetale, regia di Gennaro Nunziante (2018)
- Saremo giovani e bellissimi, regia di Letizia Lamartire (2018)
- Carla, regia di Emanuele Imbucci (2021)
- Parthenope, regia di Paolo Sorrentino (2024)

### Televisione
- Un passo dal cielo, regia di Monica Vullo (2015)
- Provaci ancora prof!, regia di Enrico Oldoini e Francesca Marra (2015)
- Questo è il mio paese, regia di Michele Soavi (2015)

## Teatro
- (H)Amlet, regia di Michele Torresani (2011)
- I Love You Baby, regia di Paolo Andreotti (2015)
- Romeo and Juliet Are Dead, regia di Laura Pasetti (2019)
- Lenny, You Slay Me!, regia di Adam Taylor (2020)

## Riconoscimenti

### Cinema
- Premio Kineo Diamanti al Cinema Award in concomitanza della 74ª Mostra del Cinema di Venezia, 2017
- Kadoma International Film Festival, Best Supporting Actress, 2019

### Teatro
- Sipario d'oro, Giovane promessa del teatro, 2011[3]